# Мейсан, Тьерри
Тьерри́ Мейса́н (фр. Thierry Meyssan; род. 18 мая 1957, Таланс, Франция) — французский журналист, конспиролог, председатель сети Voltaire, борец за права гомосексуалистов. Несколько лет провёл в Сирии. В 2012 году переехал из Дамаска в Триполи.

## Биография
Родился в 1957 году.
В 1990-х годах активно участвовал во французской политике на стороне левых, боролся за права гомосексуалистов и декриминализацию наркотиков.
Стал всемирно известен после выпуска в 2002 году своей книги о террористических актах 11 сентября 2001 года «L'Effroyable Imposture», в которой отрицал причастность Аль Каиды к террористическим атакам, а также обвинял в них правительство США, которое якобы пыталось сынициировать повод к началу долгой войны в Афганистане.

## Политическая активность

### Книга «Чудовищный обман»
Мейсан написал в 2002 году книгу про террористические акты 11 сентября 2001 года, где он утверждает, что причиной терактов был внутренний заговор, а не террористический акт. После издания книги он, по утверждению коллег-журналистов, стал «персоной нон грата» в США, «угрозой безопасности» НАТО. Книга была переведена на 28 языков. В России сразу после выхода (весной 2002 года) «Чудовищного обмана» (фр. L'Effroyable Imposture) писали:
Книга получила во Франции мощную телевизионную раскрутку и резко отрицательную прессу. Так газета Le Monde и журнал Le Nouvel Observateur обвинили автора в предвзятости. Журналист из Le Nouvel Observateur нападает до кучи на Интернет, где «любой психопат может завести свой сайт», а заодно выражает недоумение по поводу участия серьёзных и вызывающих доверие людей в продвижении «Чудовищного обмана». Переживая по поводу того, что книга привлекла внимание уважаемых французских СМИ, Филипп Буле-Жеркур (Philippe Boulet-Gercourt) прилежно вкладывает в её рекламу и свою лепту! По меньшей мере странный вывод сделал в своей рецензии спецкор Le nouvel Observateur в городе Нью-Йорке: если нет фотографии или съемки самолёта, врезавшегося в Пентагон, неужели это означает, что авиакатастрофы не было? Тьерри Мейсан утверждает, что свидетельства заинтересованных очевидцев следует игнорировать, если их показания не подтверждаются фактурой.

### В России
Российский читатель впервые ознакомился с трудами Мейсана в 2002 году в газете «Новый взгляд».
Статьи Мейсана регулярно публиковались в российском журнале «Однако» (2010—2014).
Журналист утверждал, что события в Беслане инициированы спецслужбами США.
Фильм, снятый совместно с журналистом Джульетто Кьеза, “9/11. Расследование с нуля» в мире «прошёл практически незамеченным — авторы прямо жаловались на это в эфире Первого канала, намекая на происки американских спецслужб».
24 февраля 2011 года был гостем передачи Максима Шевченко «Судите сами».
15 марта 2011 года опубликовал в газете «Комсомольская правда» исследование в жанре «журналистские расследования», в котором утверждал, что за организацией «Бильдербергский клуб» стоит НАТО.
29 марта 2011 года в программе «Однако» обвинил президента Саркози в инициации вторжения НАТО в Ливию. Позднее в газете «Комсомольская правда» высказал предположение, что волнения в Ливии являются осуществлением новой доктрины президента США Барака Обамы, хотя и представляют собой очередной виток «исторического противостояния трёх провинций страны — Кирены, Триполитании и Феццана».
В мае 2011 года изложил свою версию происшедшего с Д. Стросс-Каном, предположив, что скандал в Нью-Йорке был спровоцирован для того, чтобы помешать французу «встретиться… лично с полковником Каддафи» (для обсуждения судьбы золотовалютных резервов Ливии).
Неоднократно выступал в качестве эксперта-политолога и востоковеда на Первом канале.